# Jeep Wrangler
Jeep Wrangler (укр. Джип Ренглер) — модель позашляховика, яка виробляться концерном Chrysler з 1987 року.

## Jeep Wrangler YJ (1987—1996)

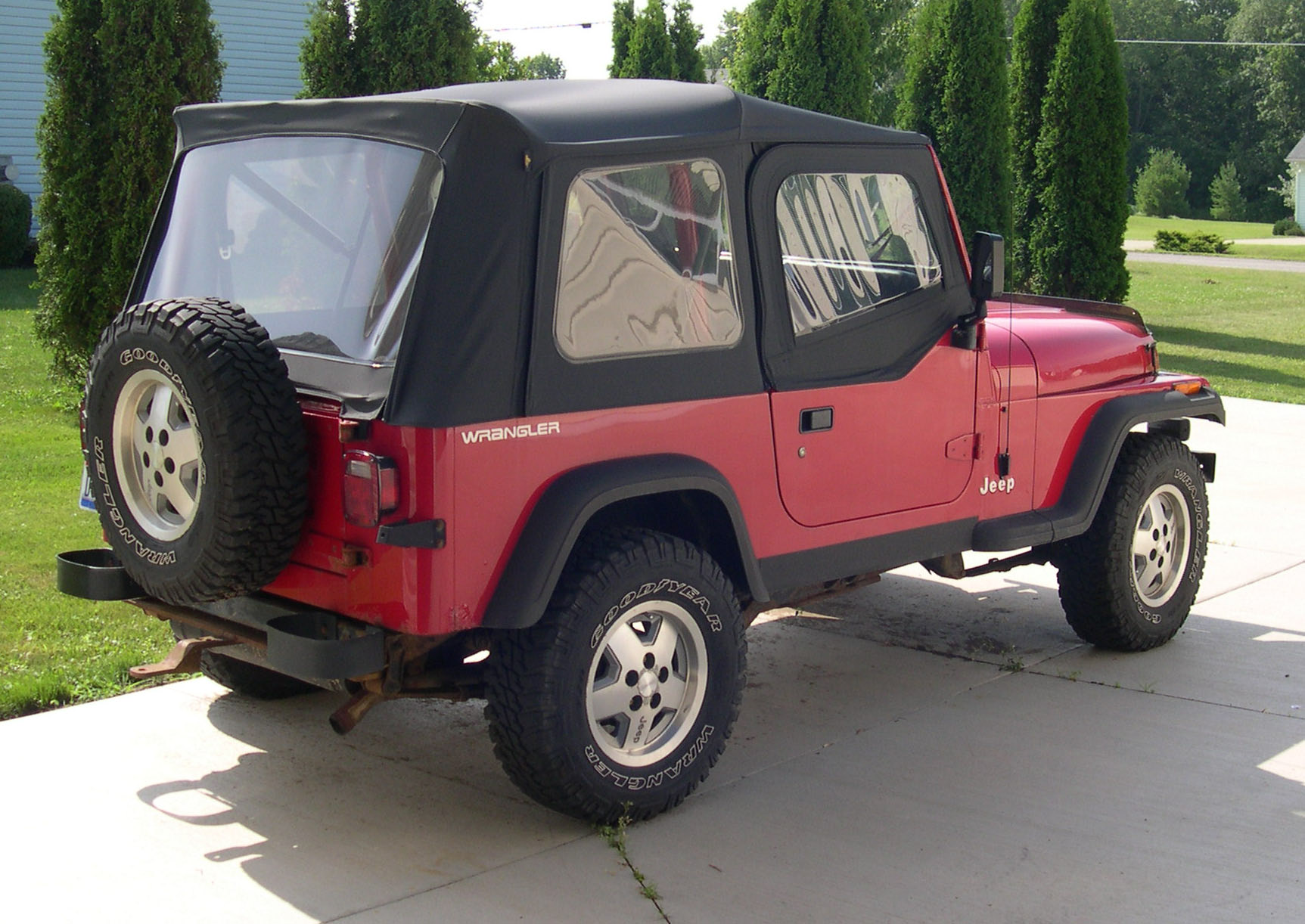
Jeep Wrangler YJ (1987—1995)

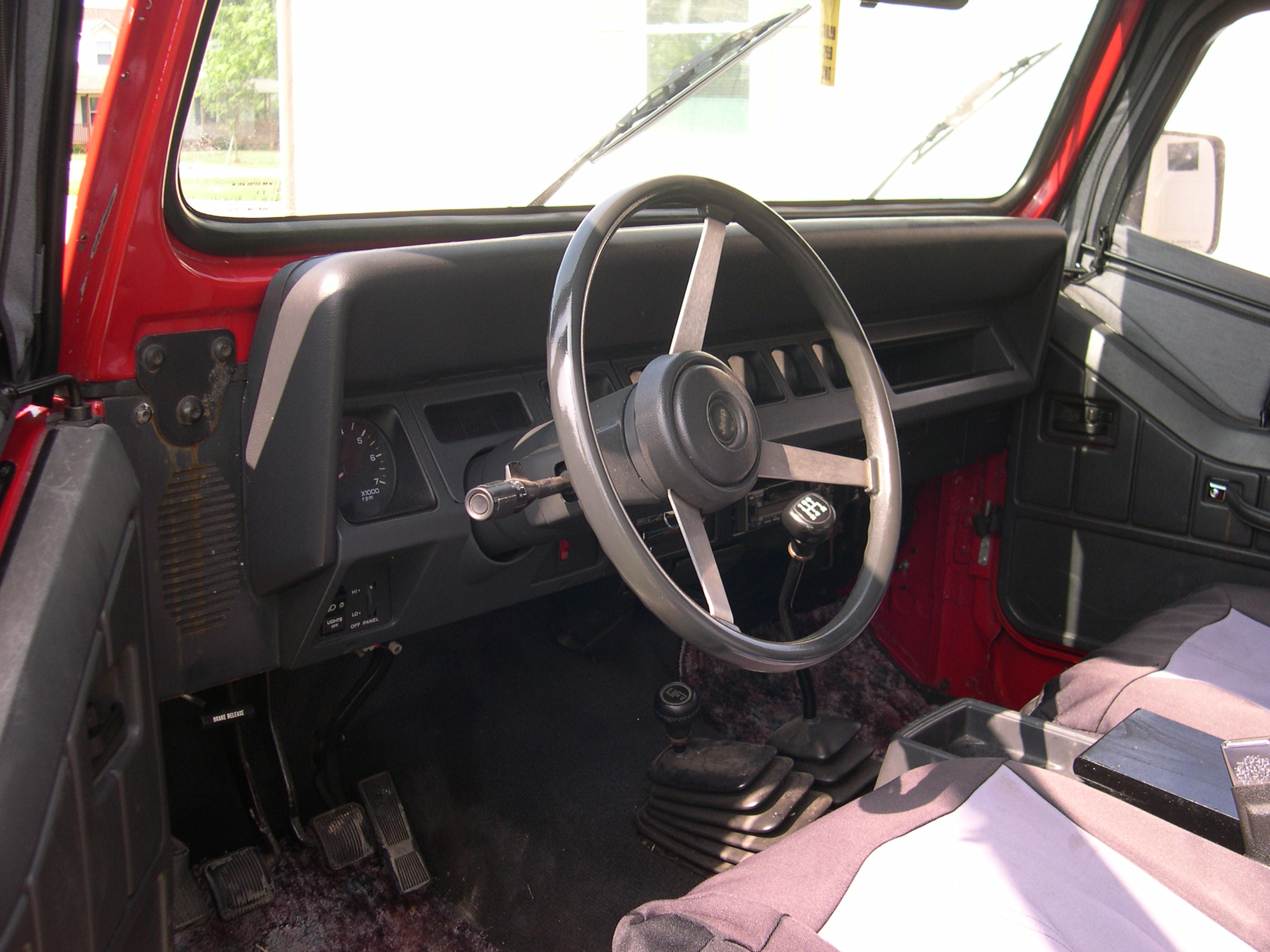
Jeep Wrangler YJ (1987—1995)

У роки Другої світової війни, на замовлення ВПС США, компанії Willys Motor Co. придумала перший позашляховий автомобіль, який отримав назву CJ.
Через роки, на зміну серії CJ прийшла цивільна версія під назвою Jeep Wrangler з індексом YJ. Дебют цього автомобіля відбувся на Женевському автосалоні в 1986 році.
Нова модель багато в чому успадкувала сімейні риси свого славного предка, а от передні фари стали квадратними.
Автомобіль має рамну конструкцію кузова, залежну ресорну підвіску всіх коліс і роздавальну коробку Command-Trac. Конструкція підвіски досить надійна, але застаріла, тому вона негативно впливала на керованість і комфорт автомобіля. Усунути ці недоліки вдалося лише на наступному поколінні.
Автомобіль оснащений жорстким знімним верхом, який дозволяє за короткий час перетворити Wrangler YJ на кабріолет. Крім цього, на замовлення, було можливо придбати легкий тент з шкірозамінника. Салон досить аскетичний. На приладовій панелі тільки необхідний мінімум приладів. Заднє сидіння тісне, там можуть розміститися два пасажири.
Як рушійну силу на Wrangler YJ встановлювали виключно бензинові двигуни: 4-циліндровий об'ємом 2,5 л. (121 к.с.), 6-циліндровий 4,0 л. (184 к.с.), який змінив у 1990 році 6-циліндровий двигун об'ємом 4,2 л. З будь-яким з цих двигунів встановлювали 5-ступінчасту механічну, або 3-ступінчасту автоматичну КПП.

### Двигуни
- 2.5 л AMC 150 I4 121 к.с.
- 4.0 л AMC 242 I6 177—190 к.с.
- 4.2 л AMC 258 I6 112—117 к.с.

## Jeep Wrangler TJ (1997—2006)

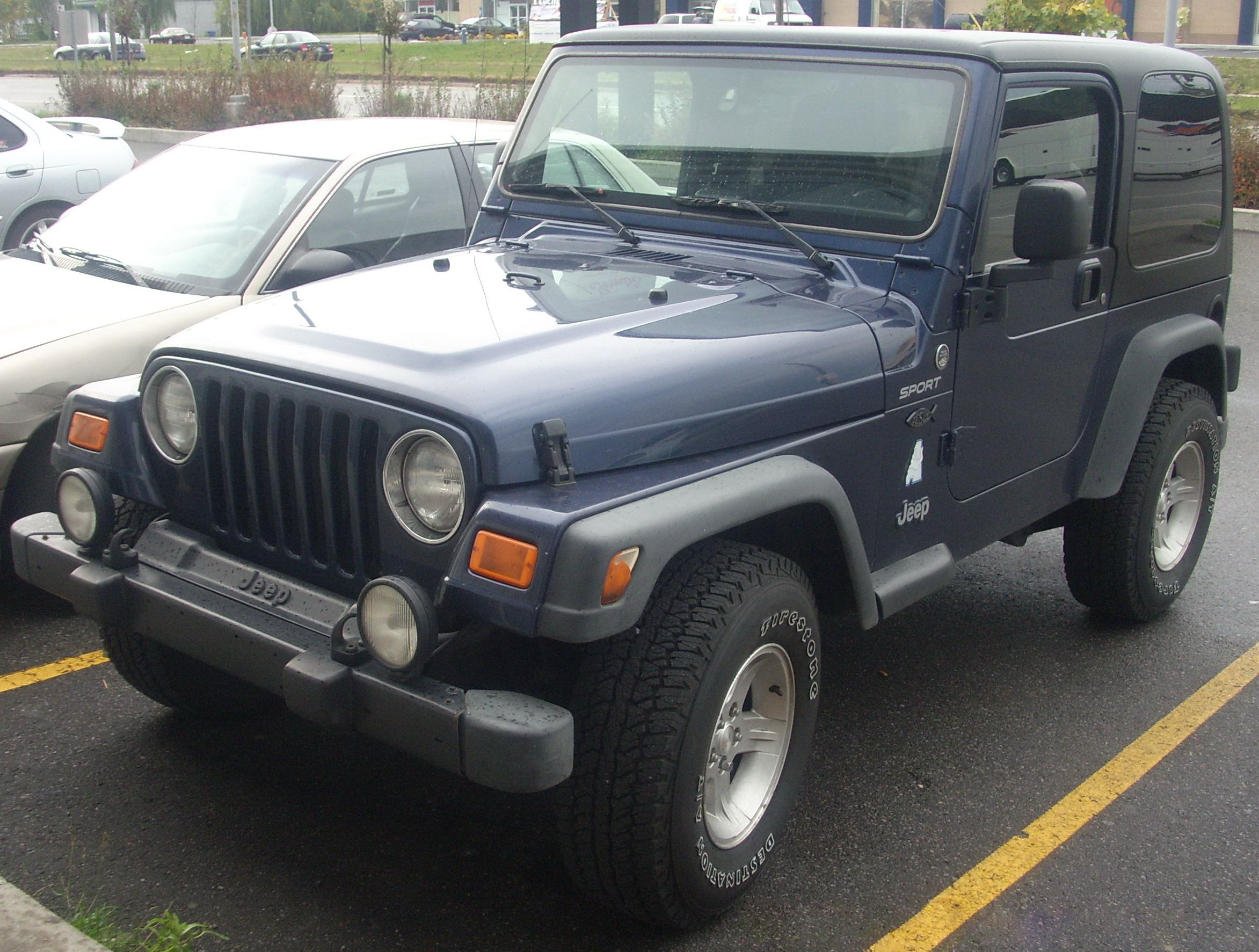
Jeep Wrangler TJ Sport (2004—2006)

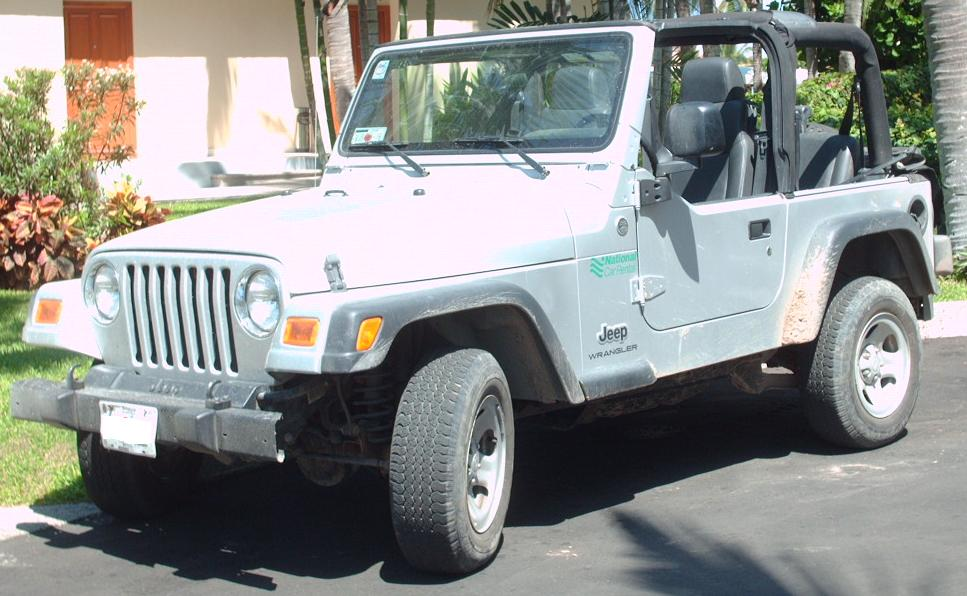
Jeep Wrangler TJ Convertible

Наприкінці 1996 року з'явилося друге покоління позашляховика Jeep Wrangler під індексом TJ. У цілому концепція дизайну моделі не змінилася, а передні фари знову стали круглими, як на прабатьків Wrangler — джипах CJ.
Основною технічною новинкою Wrangler TJ стала важільно-пружинна підвіска всіх коліс, завдяки якій помітно покращилась керованість, і підвищився комфорт автомобіля. Система Command-Trac дозволяла включати повний привід під час руху автомобіля і могла органічно адаптуватися до будь-якого бездоріжжя. З її допомогою водій може швидко перемкнути трансмісію в повнопривідний режим (у верхньому діапазоні передач). Для подолання важкопрохідних ділянок місцевості на малій швидкості Command-Trac має в своєму розпорядженні знижений діапазон передач.
Помітно вдосконалили оформлення Wrangler. Інтер'єр був змінений практично повністю. Дизайнери подарували автомобілю справжню приладову панель з рельєфно виділеними функціональними блоками. Кермо і важелі управління також помітно змінилися. Бічні валики передніх анатомічних сидінь забезпечують надійну фіксацію водія і пасажира при нахилах автомобіля. Заднє сидіння Jeep Wrangler TJ може бути складено або повністю демонтовано, що помітно підвищує функціональність використання салону.

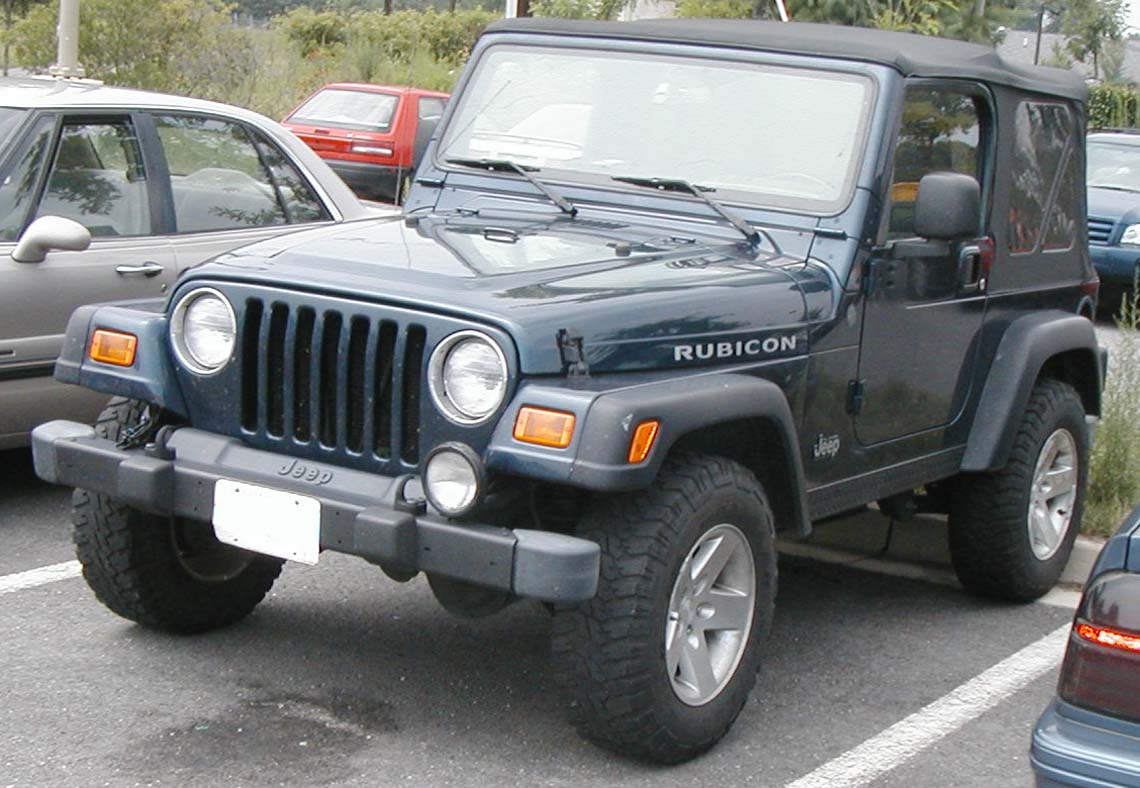
Jeep Wrangler TJ Rubicon

Лінійка силових агрегатів складається з бензинових двигунів серії Power Tech: 6-циліндровий об'ємом 4,0 л. потужністю 190 к.с. (130 кВт), а також 4-циліндровим 2,5 л. потужністю 125 к.с. (87 кВт). Обидва двигуни мають високим крутним моментом на низьких оборотах, що є перевагою при русі автомобіля по бездоріжжю. Двигуни Jeep Wrangler TJ відрізняються плавністю роботи, низьким рівнем шуму і хорошою економічністю.
Оригінальна конструкція відкритого кузова типу фаетон з потужним каркасом безпеки, полегшеними дверима без підйомних скла (на версіях SE і X) легкознімним матер'яним або пластиковим верхом в поєднанні з потужною лонжеронной рамою і залежною пружинною підвіскою спереду з ззаду надають Wrangler унікальні властивості як автомобіля для активного відпочинку.

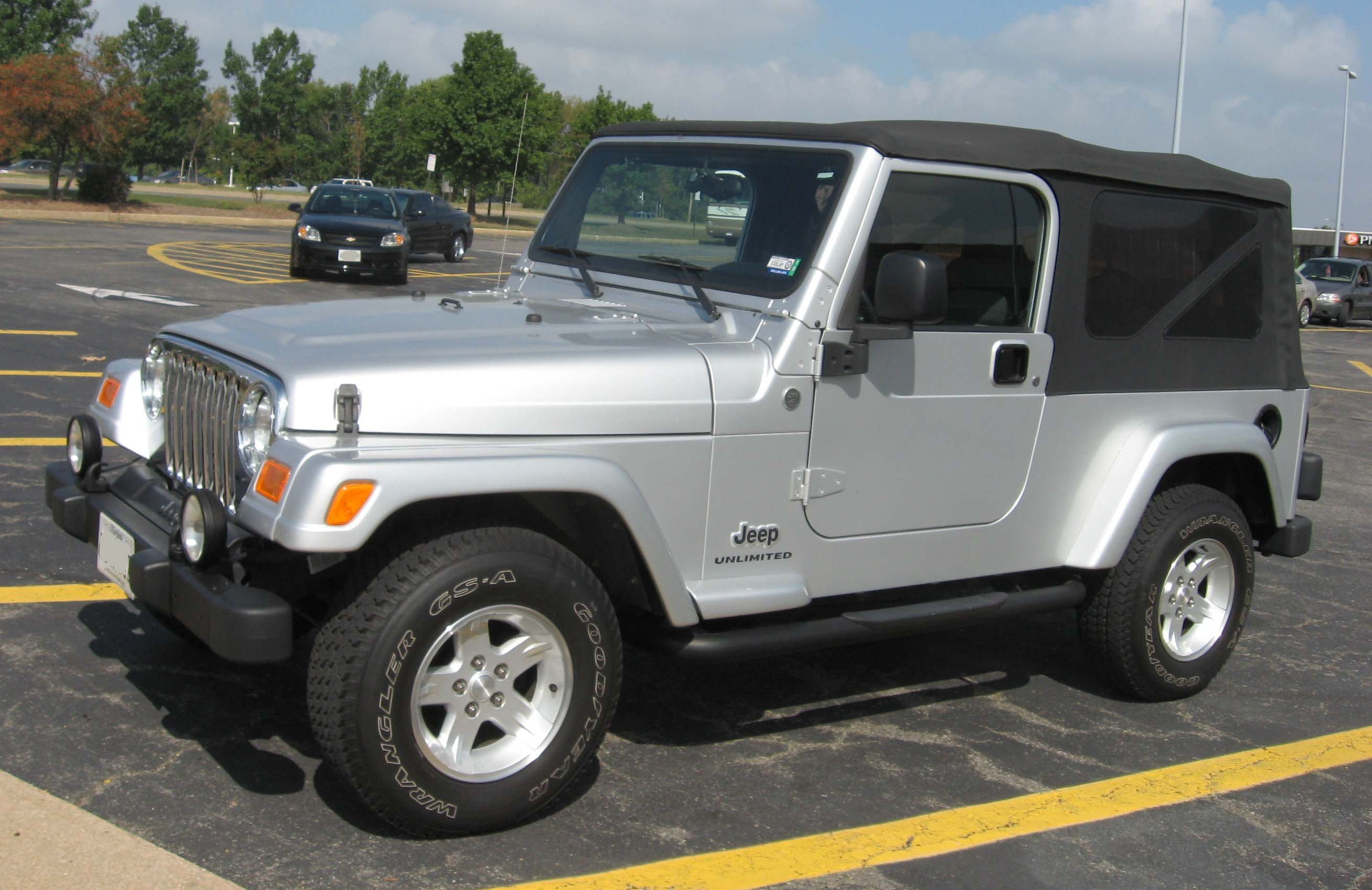
Jeep Wrangler TJ Unlimited

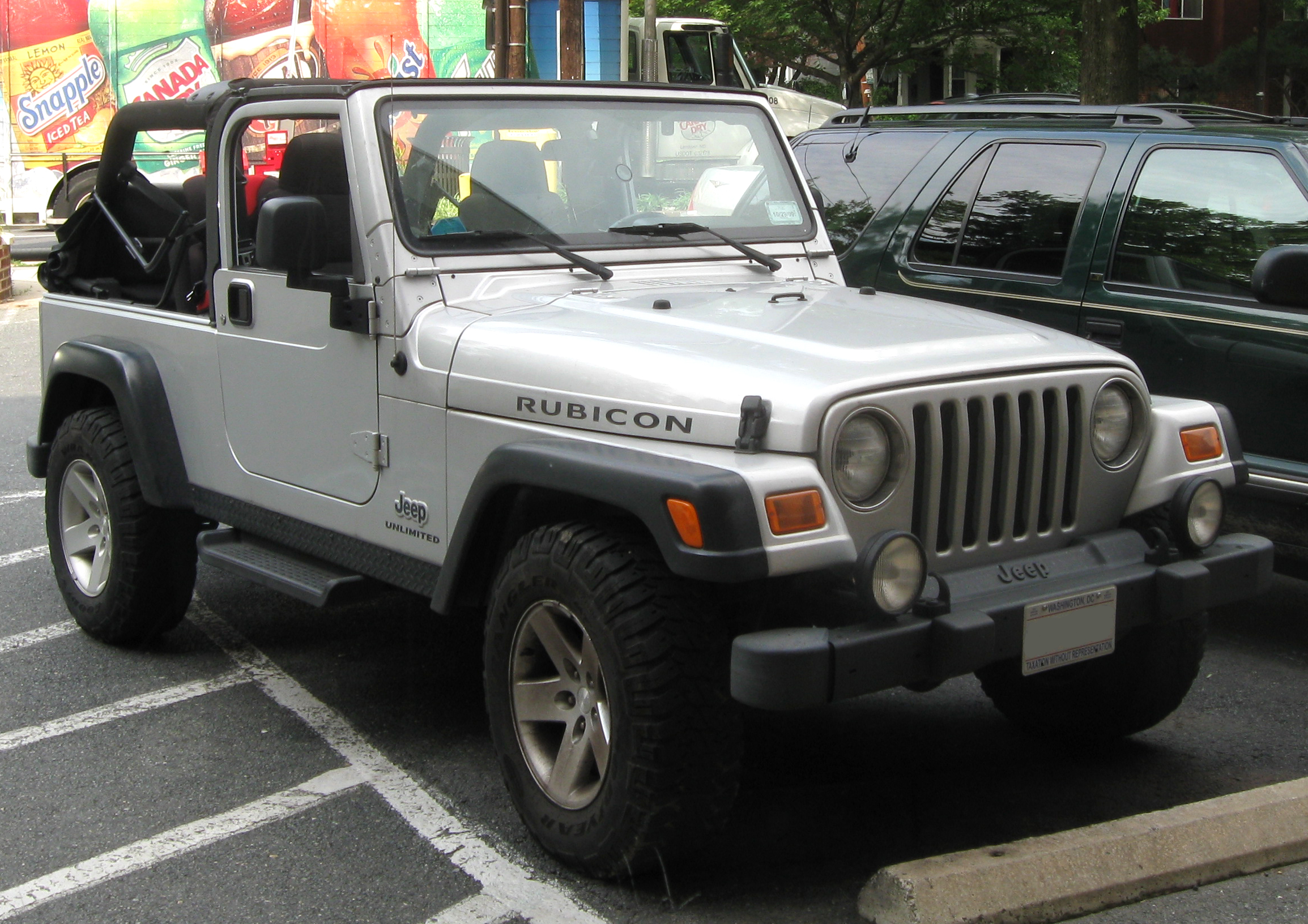
Jeep Wrangler TJ Unlimited Rubicon

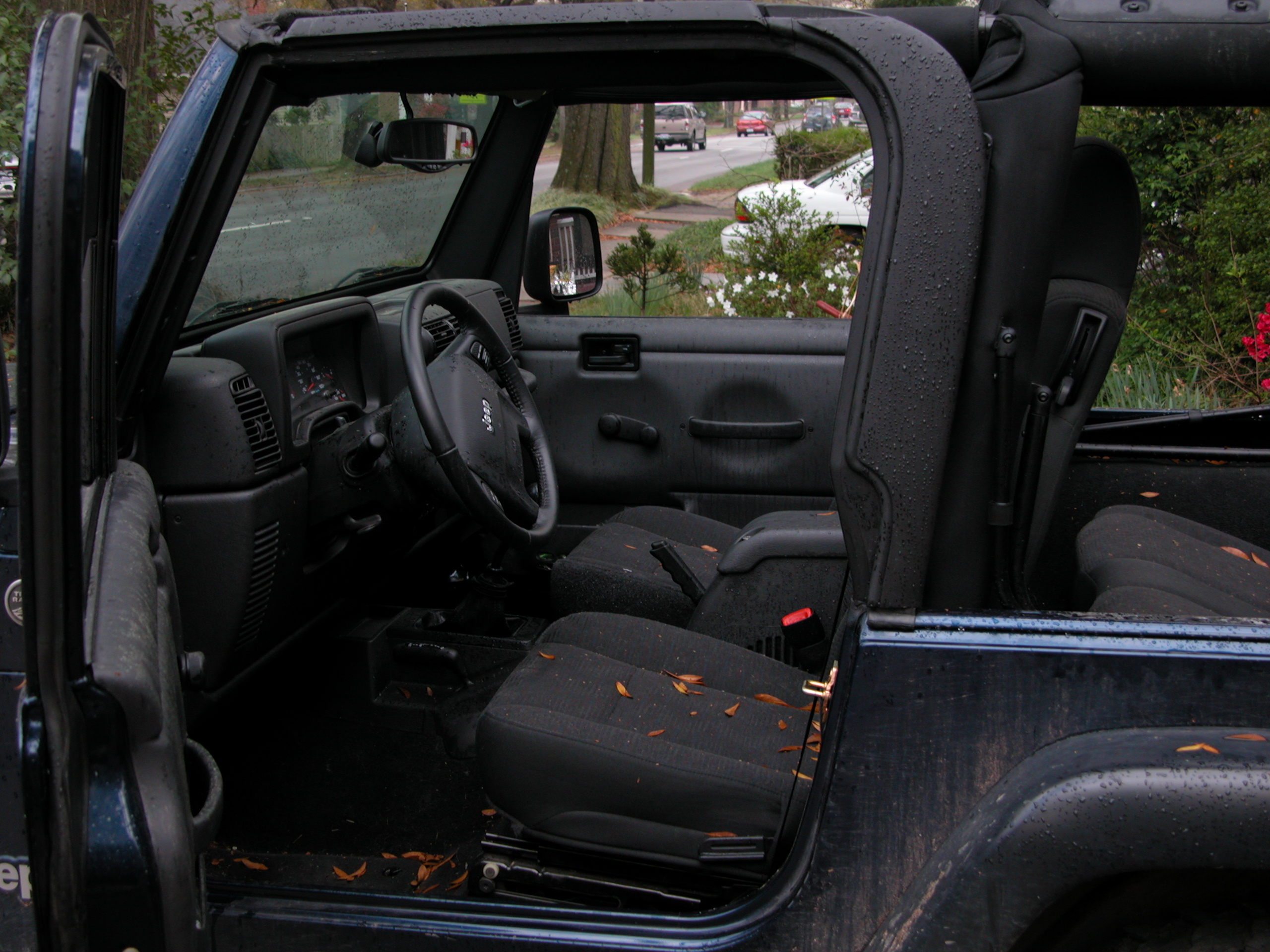

З 2002 року пропонується модифікація Rubicon, розроблена для проходження найважчих трас, які раніше були доступні тільки для спеціально доопрацьованих автомобілів. Назва моделі дала найскладніша позашляхова траса в Америці — Rubicon Trail.
Автомобіль володіє унікальним зовнішнім дизайном. Його кузов може бути забарвлений в колір «Золото інків» (Inca Gold) або в один з дев'яти інших фірмових кольорів зовнішньої забарвлення Wrangler. На обох сторонах капота красується 22-дюймова емблема «Rubicon». З боків до кузова болтами кріпляться потужні блискучі підніжки, оберігають пороги від ушкодження при їзді по бездоріжжю.
Модель оснастили блокуючими переднім і заднім диференціалами, провідними мостами і роздавальної коробкою з передавальним числом понижувальної передачі 4:1 для задоволення запитів найвимогливіших любителів бездоріжжя.
Wrangler Rubicon має 31-дюймові шини Goodyear з яскраво-вираженим малюнком протектора, які помітно покращують зчеплення автомобіля з поверхнею дороги. Ці новітні позашляхові шини мають тришарові боковини і виготовлені за передовою технологією з застосуванням кремнієвих сполук, що забезпечує їм чудову довговічність і стійкість до проколів.
Стандартними Wrangler Rubicon є дискові самоочищаються гальмівні механізми всіх чотирьох коліс, які на дорозі забезпечують поліпшене «почуття гальм», скорочений гальмівний шлях і знижений знос гальмівних колодок.
У США з осені 2003 року пропонується подовжена версія Wrangler Unlimited з подовженою на 254 мм колісною базою і кузовом (381 мм), більш комфортабельна, особливо для задніх пасажирів, у яких з'явилося більше простору в зоні ніг, а також зі збільшеним об'ємом багажного відділення. У базове оснащення Unlimited входить задній диференціал Tru-Lok.
З 2005 модельного року пропонується і подовжена позашляхова версія Wrangler Unlimited Rubicon. Загальне число версій Wrangler на американському ринку на 2006 рік досягло шести — це SE, X, Sport, Rubicon, Unlimited і Unlimited Rubicon.

### Двигуни
- 2.4 л PowerTech I4
- 2.5 л PowerTech I4 125 к.с.
- 4.0 л PowerTech I6 190 к.с.

### AIL Storm 2
Починаючи з 2006 року, Automotive Industries Ltd. (AIL), ізраїльський автовиробник і основний постачальник Сил безпеки Ізраїлю, почав поставки своїх військових джипів «Storm» 2-го покоління, виготовлених за ліцензією Chrysler, для Армії оборони Ізраїлю. M-242 Storm Mark II, відомий як «Storm Commander», базувався на Jeep Wrangler (TJ). Модель мала ряд істотних змін — як в порівнянні з попередником (Mark I), так і в порівнянні з базовим Wrangler. Мабуть, найбільш очевидною зміною є додавання подвійних пасажирських дверей, що робить Storm II першою п'ятидверною похідною від Jeep Wrangler.

AIL Storm II мав довжину 4463 мм (175,7 дюйма) і подовжену колісну базу 2931 мм (115,4 дюйма) — майже таку ж, як і у JK Wrangler Unlimited: 2946 мм (116 дюймів).

## Jeep Wrangler JK (2007—2018)

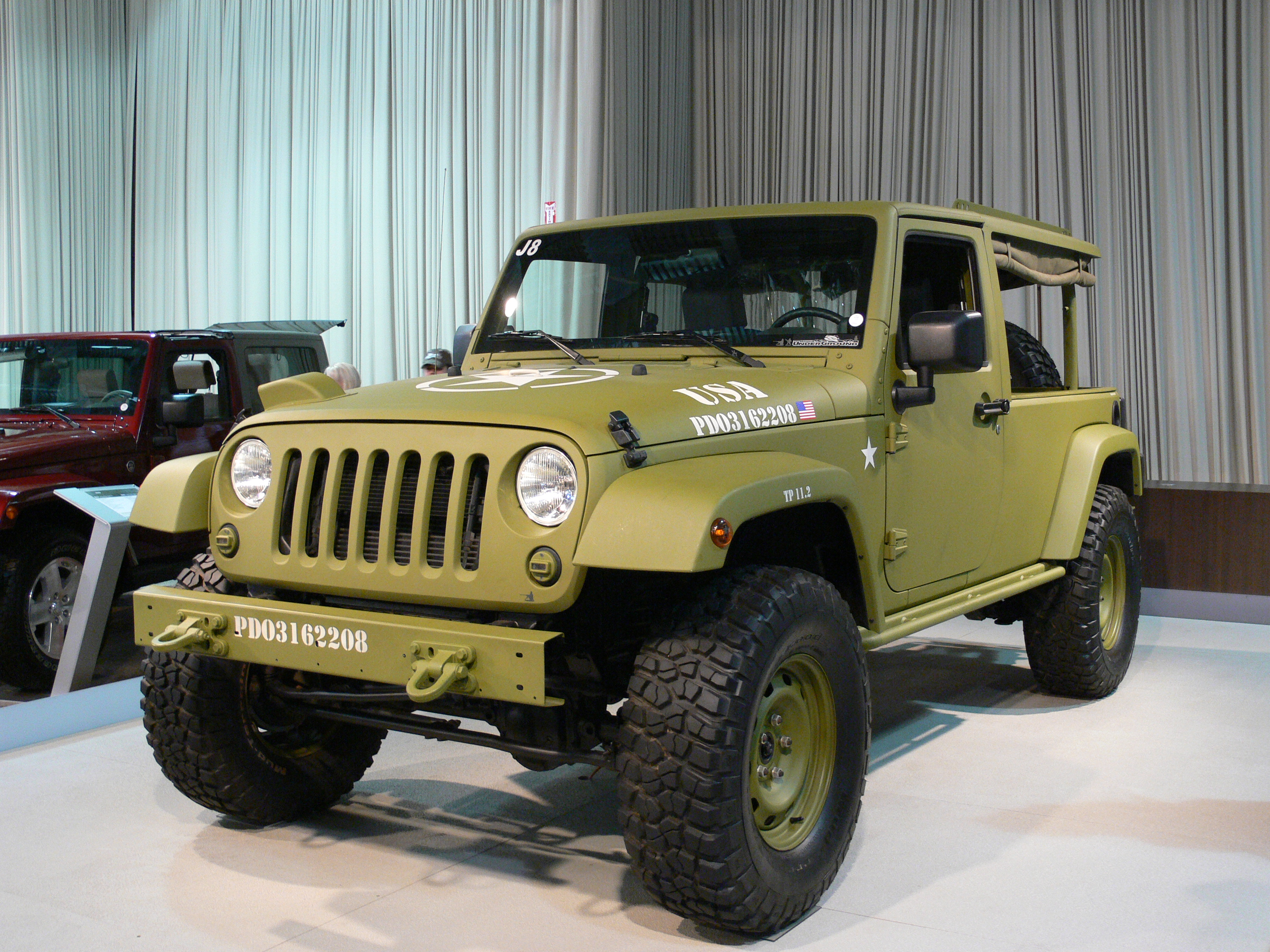
Jeep Wrangler JK для армії США

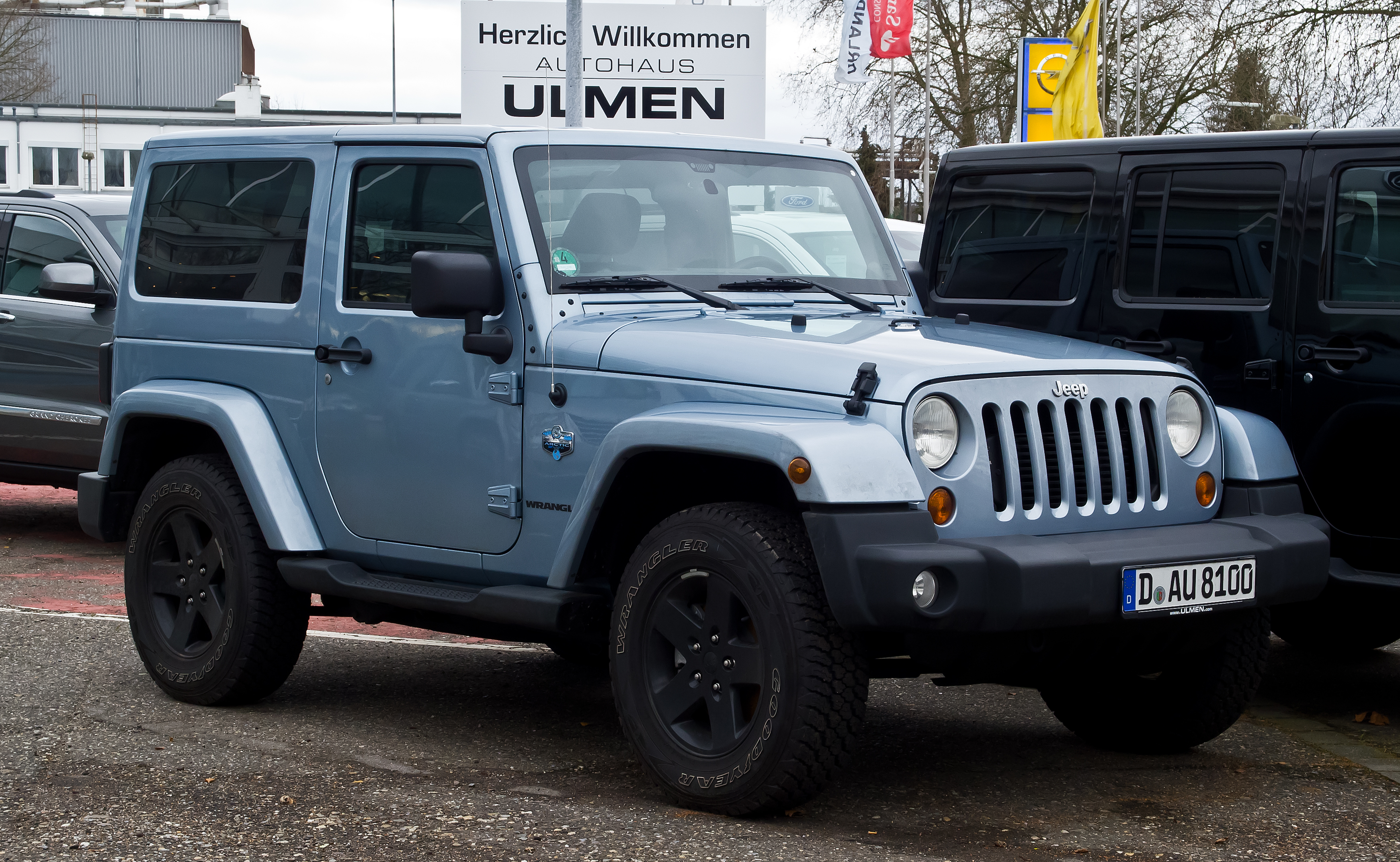
Jeep Wrangler JK 2.8 CRD Arctic

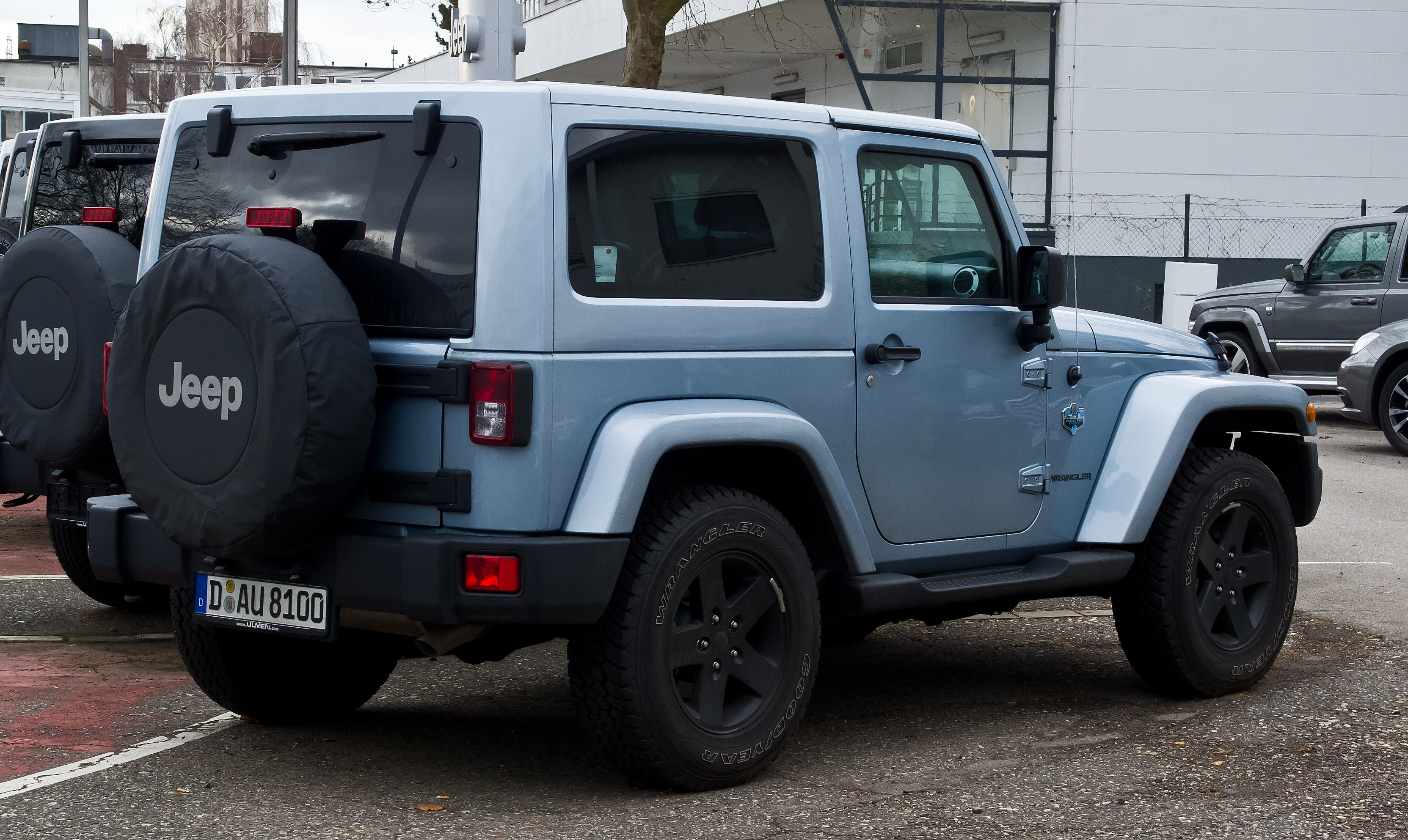
Jeep Wrangler JK, задній

На Північноамериканському Міжнародному Авто Шоу 2006 року в Детройті Jeep представив абсолютно новий Wrangler 2007 модельного року. Це вже третє за рахунком покоління отримало внутрішньозаводської індекс JK.
Модель буде випускається в трьох версіях позашляхової підготовки: X, Sahara і Rubicon і величезним списком засобів персоналізації.
У просторому і надійному салоні знаходиться нова панель приладів і нові передні ковшоподібні сидіння з високими спинками. Внутрішньо простір і вантажний відсік значно збільшені. Конструктори повністю відмовилися від м'якого тенту і пластикового даху, оснастивши кузов автомобіля знімними панелями, але зберігши вітрове скло що відкидається вперед і знімні двері.
Економічний 3,8-літровий 6-циліндровий V-подібний двигун потужність 205 к.с. прийшов на зміну 4,0-літровому Power-Tech.
Wrangler JK оснащується переднім ведучим мостом DANA 30 (або посиленим мостом DANA 44 в версії Rubicon) з п'ятиважільною підвіскою на пружинах і заднім ведучим мостом DANA 44 з аналогічною підвіскою. Комплектації Sport і Sahara мають систему повного приводу Command-Trac®, що включає 2-ступінчасту роздавальну коробку з передавальним числом зниженої передачі 2.72. Комплектація Rubicon оснащується системою повного приводу Rock-Trac® з 2-ступінчастою роздавальною коробкою з передавальним числом 4.10.

### Unlimited

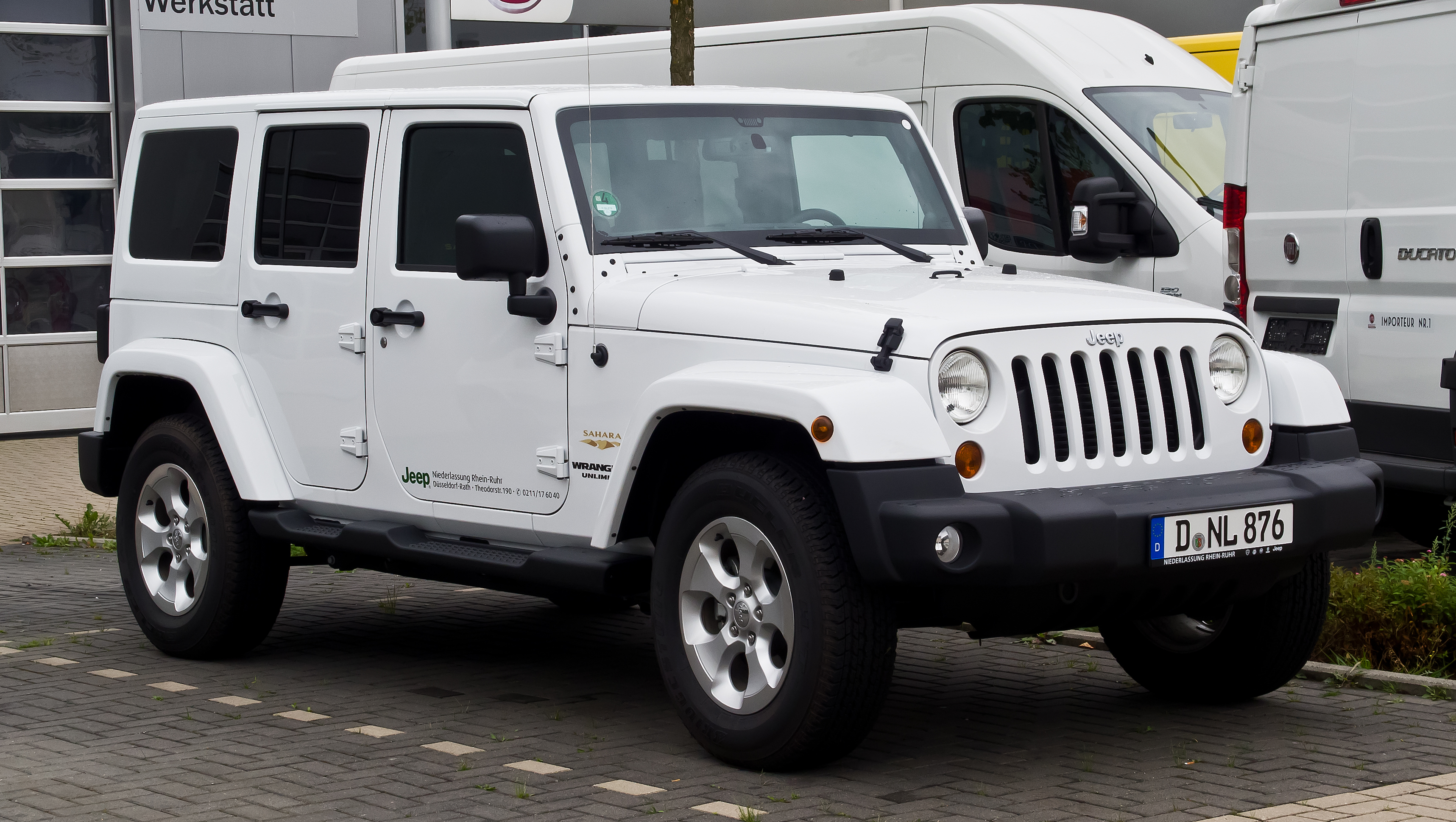
Jeep Wrangler JK Unlimited

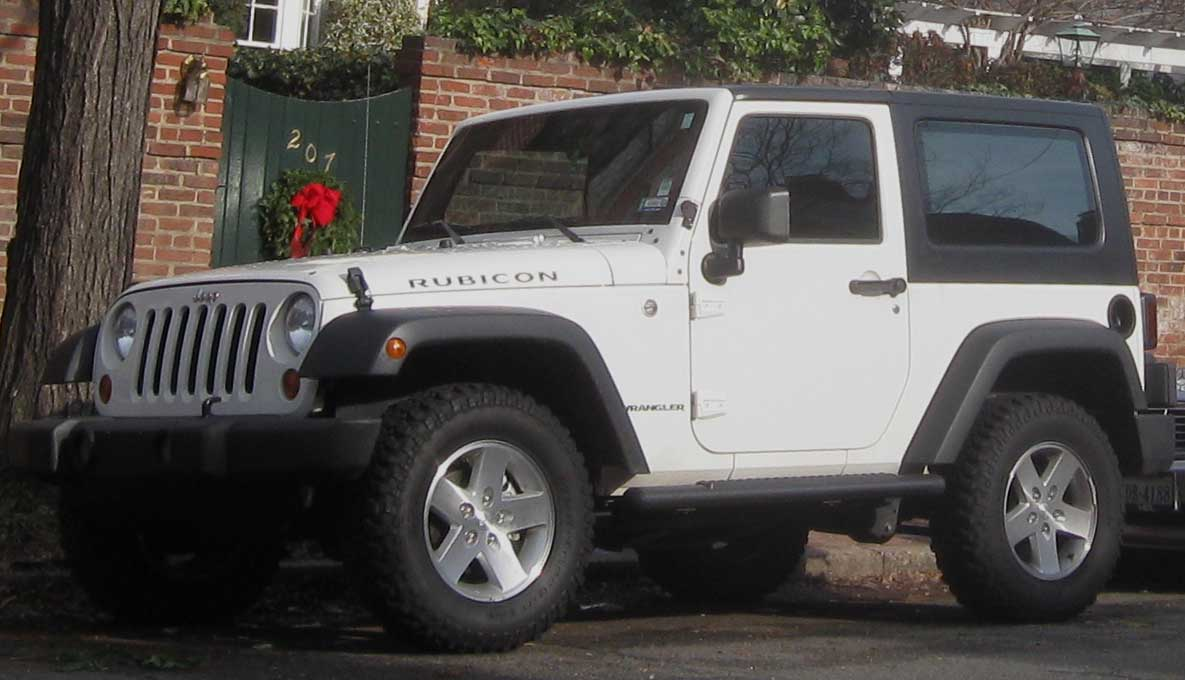
Jeep Wrangler Rubicon

Jeep Wrangler Unlimited — чотиридверна версія моделі Wrangler в комплектації Unlimited X, Unlimited Sahara, Unlimited Rubicon. Колісна база 5-дверних автомобілів Unlimited становить 116 дюймів, що було досягнуто за допомогою збільшення стандартної бази довжиною 95,4 дюйма на 20,6 дюймів.
Jeep Wrangler Unlimited має кут переднього звису 44.4 градуси, кут поздовжньої прохідності 20.8 град і кут заднього звису 40.5 град. Додатково Jeep Wrangler Unlimited комплектується відмикаючим переднім поперечним стабілізатором підвіски — Active Sway Bar System (ASBS), що забезпечує підвищений кут прохідності переднього моста.

### Unlimited 75th Anniversary Edition
У 2016 р. у зв'язку з 75-літнім ювілеєм марки Jeep був представлений обмежений спецвипуск Wrangler Unlimited 75th Anniversary Edition, який вирізняється впливом воєнної тематики, на честь воєнного минулого автомобіля: новий колір кузова автомобіля — «Сержант» (Sarge) — відтінок зеленого, бронзові елементи оббивки та емблема, яка є свідченням того, що модель належить до ювілейного випуску.
Двома основними елементами оснащення усіх моделей 2016 року є: 3.6-літровий двигун V6 на 285 кінських сил та система приводу на чотири колеса. Крім того, передбачено наявність системи контролю стабільності з попередженням кочення, системи допомоги при рушенні зі схилу та системи запобігання розгойдування причепа. Двері, при необхідності, можна просто зняти. Хоча до базового обладнання моделі Sport, на жаль, не входять вікна з електроприводом та система кондиціонування повітря.
Перелік опційного обладнання для 2016 року чималий, але як і завжди направлений на покращення прохідності по бездоріжжю. Переважну більшість опцій розподілено по 14 доступних пакетах, серед яких найважливішими вважаються: «Wrangler Rubicon Hard Rock», «Willys Wheeler», «Sport S», «Connectivity Group», «Power Convenience Group», «Trail Kit», «Trailer-tow» та «Dual Top Group». При наявності такої кількості доступних пакетів, покупець легко зможе підлаштувати Wrangler під себе.

### Комплектації JK

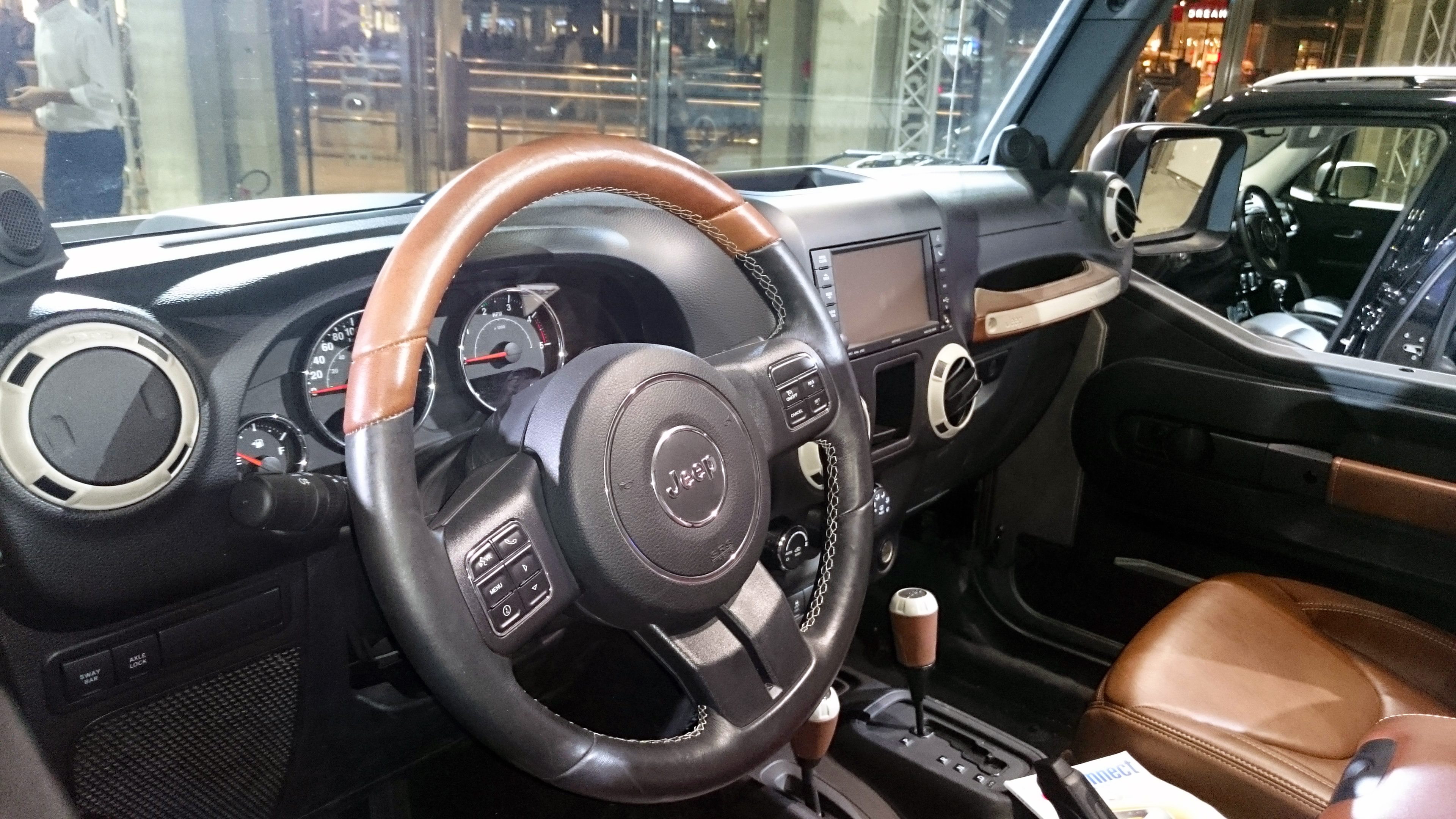
Салон Jeep Wrangler

Основними компектаціми є:
- Sport і Sport Unlimited — базова комплектація, до 2009 року називався Wrangler X. Покупець може додати в автомобіль додаткові опції такі, як наприклад, кондиціонер повітря.
- Sport S і Sport S Unlimited — перейменований з X-S в 2009 році, в стандартну комплектацію входять кондиціонер повітря, 17Х7.5 дюймові алюмінієві колеса з 32 дюймовими шинами, доступні додаткові опції.
- Sahara і Sahara Unlimited — відрізняється пофарбованими в колір кузова захисними крилами, електричним регулюванням склопідйомників, центральним замком в стандартній комплектації.
- Rubicon і Rubicon Unlimited — версія, підготовлена для бездоріжжя. Оснащується 32 дюймовими колесами BF Goodrich Mud-Terrain KM з 17 дюймовими литими дисками. Автомобіль має передній і задній мости Dana 44 з електричними блокуваннями диференціалів, роздавальну коробку з передавальним числом понижувальної передачі 4.10, а так само посилені амортизатори підвіски і стабілізатори поперечної стійкості, що відмикаються.

### Двигуни
- 3.6 л Pentastar V6 285 к.с. 353 Нм
- 3.8 л EGH V6 202 к.с. 321 Нм
- 2.8 л VM Motori RA 428 Diesel I4 160 к.с. 400 Нм
- 2.8 л VM Motori RA 428 Diesel I4 177 к.с. 410 Нм
- 2.8 л VM Motori RA 428 Diesel I4 200 к.с. 460 Нм

## Jeep Wrangler JL (з 2017)

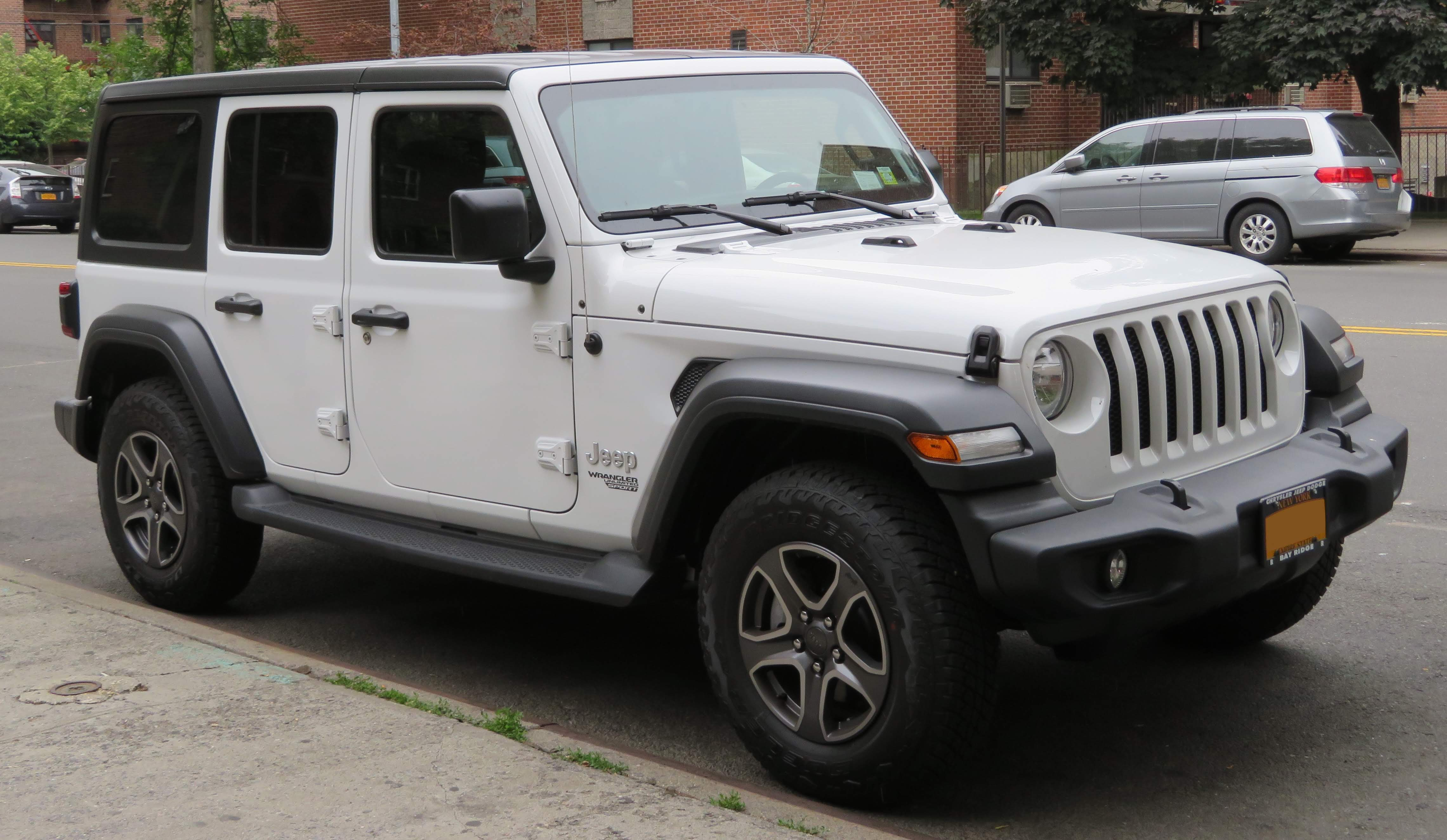
Jeep Wrangler Unlimited Sport (2017-2023)

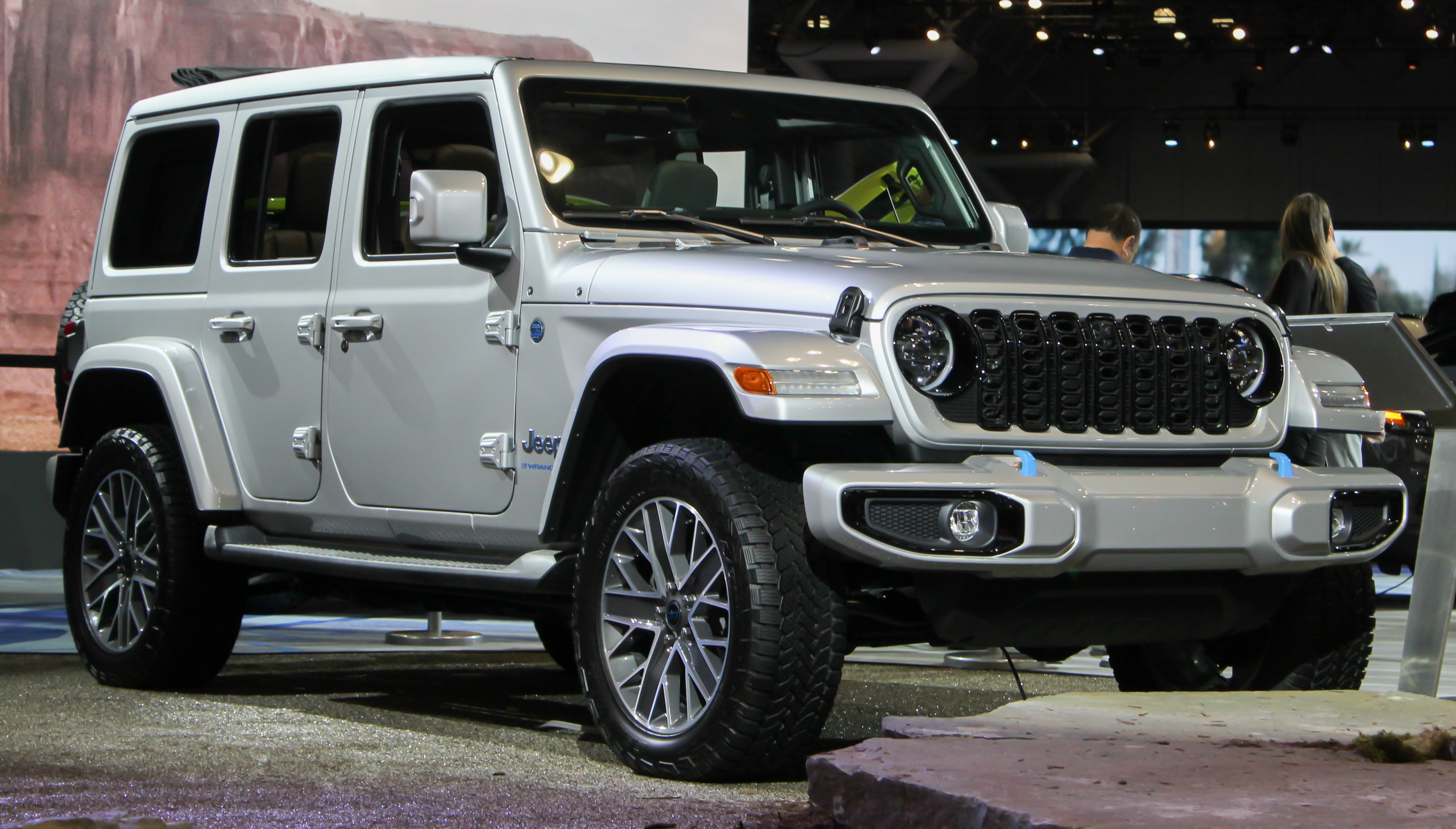
Jeep Wrangler JL (з 2023)

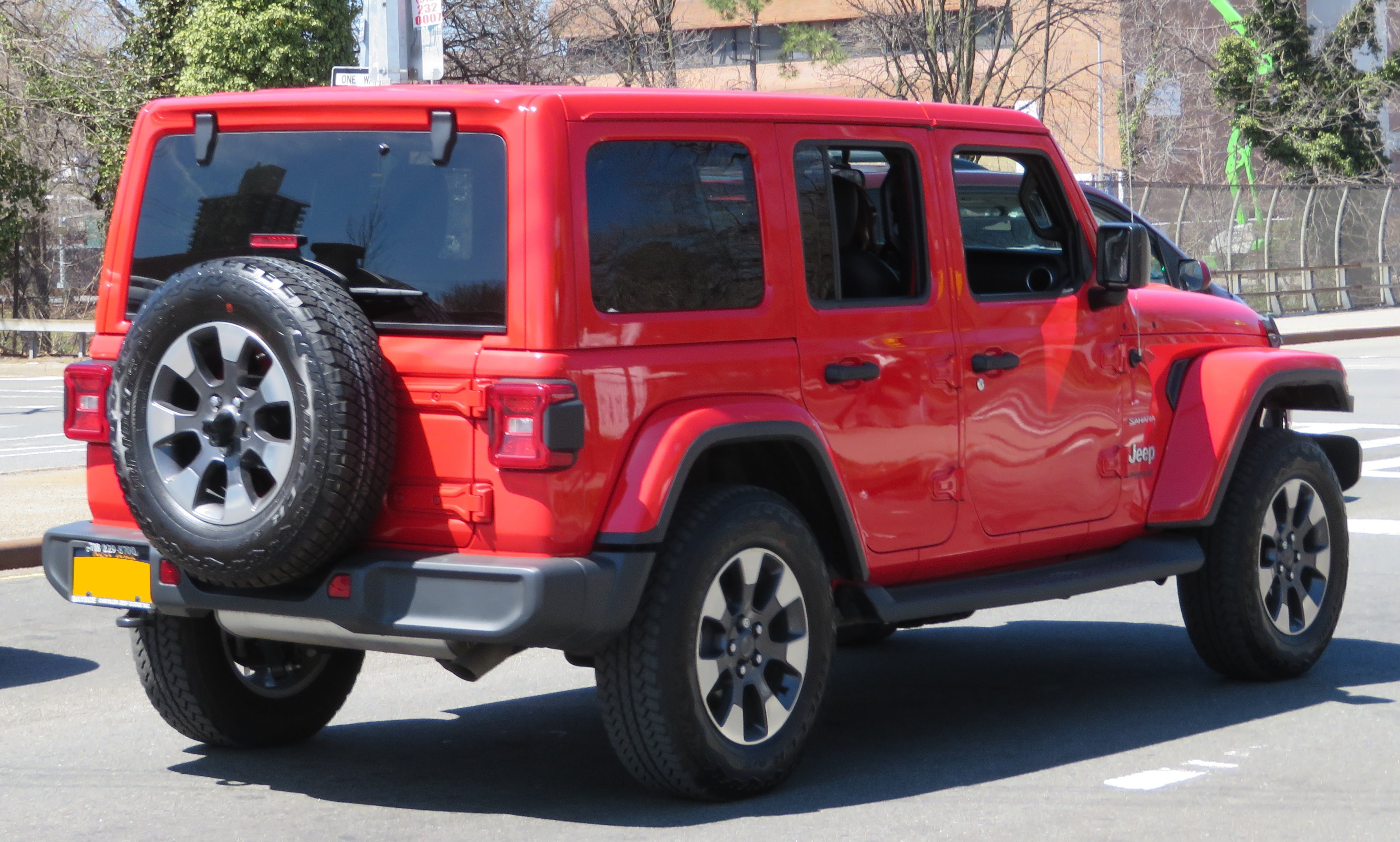

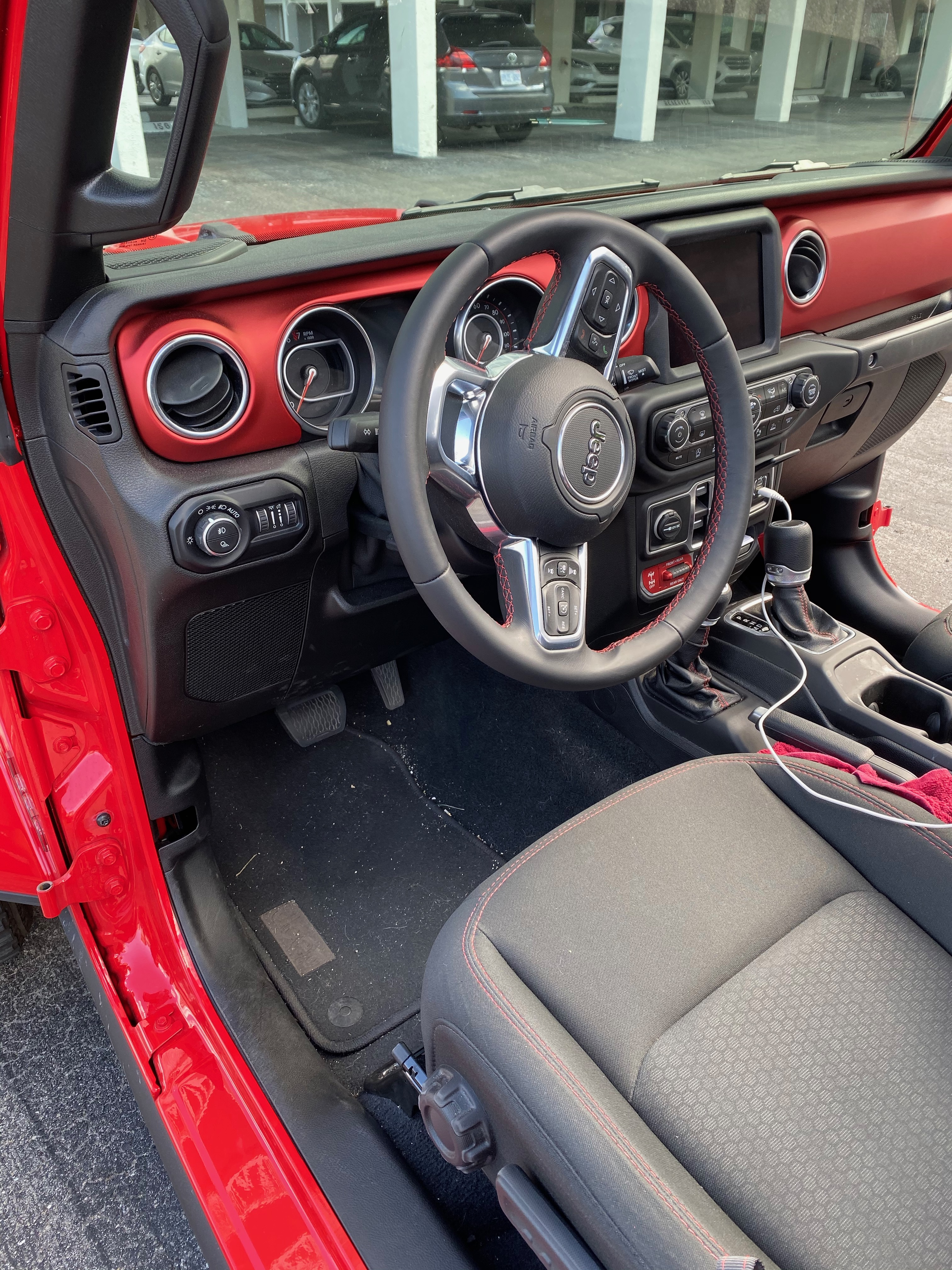

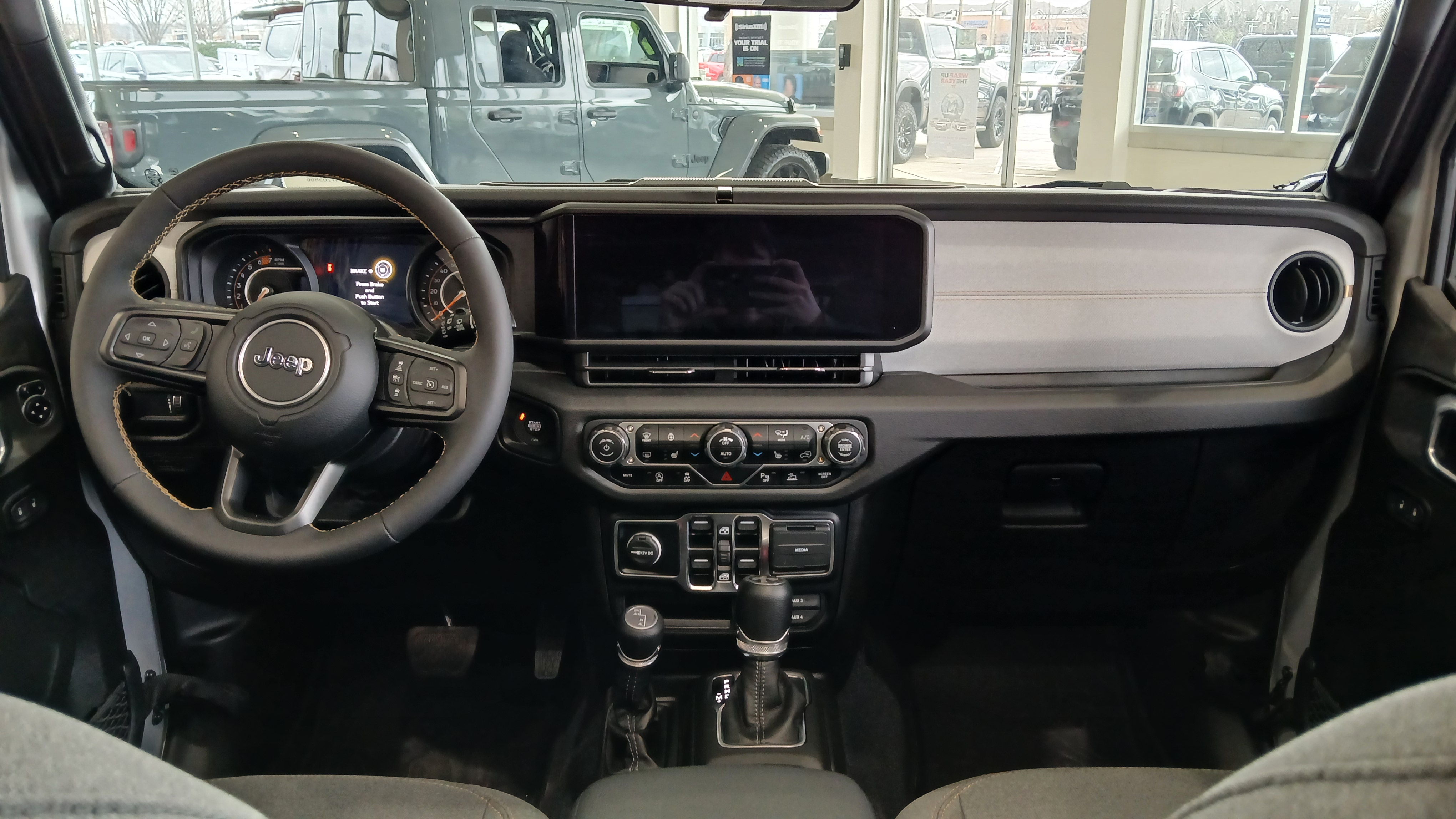
Модернізація

В листопаді 2017 року на автосалоні в Лос-Анджелес дебютував Wrangler четвертого покоління як 2018 модель.
Кузов виготовлений з використанням високоміцних сталей і алюмінієвих навісних панелей, включаючи відкидну рамку вітрового скла. Силовий каркас заднього борту виконаний з магнієвого сплаву. Виграш в спорядженої масі для деяких комплектацій досягає 90 кг.
Wrangler JL зберіг раму, два ведучі мости і архаїчний рульовий механізм типу «гвинт-кулькова гайка», правда, з електрогідравлічним підсилювачем. У порівнянні з машиною попереднього покоління керована вісь зміщена вперед на 38 мм, задня відсунута на 25 мм, через що колісна база п'ятидверного варіанта перевищила три метри. Позашляхова версія Rubicon спереду оснащується стабілізатором поперечної стійкості, що відключається.
Wrangler JL отримав нові силові агрегати: 2.0 л Turbocharged серії Global Medium Engine з чавунними гільзами потужністю 272 к.с. та 3.0 л EcoDiesel V6, та вже відомий відомого 3.6 л Pentastar V6 потужністю 285 к.с. Двигуни з охолоджувачем відпрацьованих газів підтримують start/stop, рекупераційне гальмування і вміють відключати подачу палива при русі накатом. Крім восьмідіапазонної АКПП ZF, на Wrangler ставиться шестиступінчаста МКПП.
На модель встановлюється різні види повноприводних трансмісій залежно від комплектації. У випадку з трансмісією Selec-Trac II передня вісь підключається через багатодискову муфту з електронним управлінням, що дозволяє роздавальній коробці MP3022 працювати в повністю автоматичному режимі. Система Command-Trac II з роздавальною коробкою NV241 GII так само забезпечена демультіплікатором з передавальним відношенням 2,72:1, але передок тут підключається жорстко. Хардкорний Rubicon оснащується трансмісією Rock-Trac з пониженою передачею 4:1, посиленими мостами Dana 44 і двома міжосьовими блокуваннями диференціалів з електроприводом. Для економії палива шляхом зниження механічних втрат в задньоприводному режимі електроніка відключає праву передню піввісь.
У Jeep Wrangler мінімалістичний інтер'єр. В стандартній комплектації обшивка сидінь з тканини, як опція доступна обробка з натуральної шкіри. Всі версії джипа мають відкидне вітрове скло, знімні двері та відкидний дах, жорсткий дах опціональний.
У чотиридверного Wrangler багажник 206 літрів, зі складеними кріслами — 2 038 літрів, у двохдверної моделі — 368 і 906 літрів відповідно.
У 2020 році Jeep поповнив лінійку комплектацій Wrangler версіями Willys і Black&Tan та прибрав оформлення Moab. Також у позашляховика з'явився турбодизель V6 на 260 к.с.
Jeep оновив Wrangler 2024 модельного року: провів рестайлинг радіаторної решітки, додав нові варіанти дизайну коліс, зробив стандартним для всіх комплектацій 12,3-дюймовий сенсорний екран інформаційно-розважальної системи.

### Гібридна версія
У вересні 2020 року Jeep представив плагін-гібридну версію Wrangler 4xe.
Силова установка Jeep Wrangler 4xe заснована на дволітровій бензинової «турбочетвірці» з потужністю в 272 к.с. і 400 Нм, яку доповнює стартер-генератор із ремінним приводом, що забезпечує ще 45 к.с. і 53 Нм.
Аналогічна схема вже реалізована на помірному гібриді лінійки «Ренглера». Однак у плагінної версії є ще один мотор, на 136 к.с. і 245 Нм, інтегрований у восьмиступеневу автоматичну трансмісію замість гідротрансформатора.
Сукупна віддача системи налічує 381 к.с. і 637 Нм, що складається з 96 осередків 400-вольтної батареї типу Li-NMC, яка встановлена під заднім рядом сидінь. Вона має загальну ємність в 17,3 кВт-год і дозволяє проїхати до 40 кілометрів тільки на електриці. 
Плагін-гібридна версія Jeep Wrangler 2022 витрачає в середньому 10,7 л/100 км. Батарея Jeep Wrangler 4xe повністю заряджається за приблизно 2,5 години.

### Двигуни
- 2.0 л Hurricane I4-T 272 к.с. 400 Нм
- 2.0 л Hurricane I4-T (MHEV)
- 2.0 л Hurricane I4-T (PHEV; 4XE plug-in hybrid)
- 3.6 л Pentastar VVT V6 285 к.с. 347 Нм
- 3.6 л Pentastar VVT (hybrid)
- 6.4 л Hemi V8 (Rubicon HEMI® V-8 / Rubicon 392)
- 2.2 л MultiJet II I4-T 200 к.с. 450 Нм (diesel)
- 3.0 л EcoDiesel V6-T 264 к.с. 599 Нм (diesel)

## Продажі
| рік  | США     | Канада | За межами Північної Америки | Європа |
| ---- | ------- | ------ | --------------------------- | ------ |
| 1997 |         |        |                             | 4,732  |
| 1998 |         |        |                             | 4,379  |
| 1999 | 89,174  |        |                             | 3,477  |
| 2000 | 82,254  |        |                             | 3,061  |
| 2001 | 68,831  |        |                             | 2,171  |
| 2002 | 64,351  |        |                             | 1,921  |
| 2003 | 70,093  |        |                             | 1,990  |
| 2004 | 77,550  |        |                             | 2,121  |
| 2005 | 79,017  |        |                             | 2,593  |
| 2006 | 80,271  |        |                             | 2,462  |
| 2007 | 119,243 | 9,834  |                             | 6,612  |
| 2008 | 84,615  | 12,137 |                             | 5,766  |
| 2009 | 82,044  | 7,271  |                             | 3,469  |
| 2010 | 94,310  | 11,062 |                             | 3,747  |
| 2011 | 122,460 | 15,636 |                             | 6,829  |
| 2012 | 141,669 | 18,996 |                             | 7,499  |
| 2013 | 155,502 | 18,578 |                             | 5,619  |
| 2014 | 175,328 | 23,057 | 36,194                      | 5,302  |
| 2015 | 202,702 | 20,880 | 31,702                      | 6,059  |
| 2016 | 191,774 | 18,505 |                             | 4,259  |
| 2017 | 190,522 | 17,296 |                             | 3,670  |
| 2018 | 240,032 | 24,615 |                             | 6,862  |
| 2019 | 228,032 | 25,659 |                             | 7,522  |
| 2020 | 201,310 | 21,262 |                             | 7,262  |
| 2021 | 204,609 | 20,026 |                             |        |

## Поштовий сервіс
Версія Jeep Wrangler TJ з правим кермом була доступна для експортних ринків, а також була запропонована американським поштовим перевізникам для сільської місцевості. Версія, запропонована поштовим перевізникам США, була доступна тільки з автоматичною коробкою передач.
Jeep Wrangler JK був доступний із встановленим на заводі правим кермом, орієнтованим на поштових перевізників США. Сільські поштові скриньки в Сполучених Штатах обслуговуються співробітником за кермом, що також корисно для службовців, які бажають вийти зі свого транспортного засобу без ризику потрапити в рухаючийся трафик. У 2007 і 2008 модельних роках джипом з правим кермом був Wrangler з короткою колісною базою. У 2009 модельному році Wrangler з правим кермом був замінений на довгобазний Wrangler Unlimited.